# Pier Soderini
Pour les articles homonymes, voir Soderini.
Piero di Tommaso Soderini, aussi connu comme Pier Soderini (18 mai 1452, Florence - 13 juin 1522, Rome), est un homme d'État italien de la République florentine.

## Biographie
Pier Soderini est né à Florence dans une très ancienne famille connue pour avoir donné à la ville nombre de médecins.
En 1481, il est prieur de la cité et devient plus tard un des favoris de Pierre II de Médicis, recevant bientôt de sa part, en 1493, l'honneur d'être nommé ambassadeur de Florence au royaume de France.
Il est élu gonfalonier à vie en 1502 par les Florentins qui souhaitent donner aux institutions de leur république une plus grande stabilité laquelle venait d'être restaurée après l'expulsion de Pierre de Médicis et l'exécution de Savonarole.
Son gouvernement est marqué par de relatives réussites. Il introduit un système d'armée nationale sous la forme de milices à la place des anciens et incertains mercenaires. Il met aussi fin à la longue guerre qui oppose Florence à la cité de Pise, cette dernière étant prise par les armées florentines en 1509.
Reconnaissant envers la France qui l'a aidé dans ces opérations, il se range toujours du côté français dans les affaires politiques intérieures à l'Italie. Mais en 1512, les Médicis reviennent à Florence avec une armée espagnole, déposent Soderini et le forcent à l'exil.
Il trouve refuge à Orasac, territoire de la république de Raguse (actuelle Dubrovnik), en Dalmatie, où il reste jusqu'à l'élection pontificale du pape Léon X qui l'appelle à Rome et lui concède certaines faveurs. Soderini vit à partir de là à Rome, œuvrant pour le bien le plus souvent de Florence, bien qu'il ne lui fût jamais autorisé à y retourner avant sa mort.
Il meurt à Rome en 1522.
Nicolas Machiavel, auteur du Prince, servit sous ses ordres en tant qu'ambassadeur auprès de César Borgia, à Rome et en France. Bien qu'il eût à l'origine beaucoup de respect pour lui, son opinion change avec les événements qui précipitèrent la chute de Soderini. 
« La notte che morì Pier Soderini, l'alma n'andò dell'Inferno alla bocca:  E Ploutos la gridò: Anima sciocca, Che Inferno? Va' nel Limbo dei bambini »
— Niccolò Machiavelli, épigramme.

« La nuit de la mort de Pier Soderini, l'âme alla à la bouche de l'enfer : Et Ploutos lui cria : Âme stupide, pourquoi l'enfer? Va dans les limbes des enfants. »
— épigramme.
Un autre ami de Pier Soderini fut le navigateur Amerigo Vespucci qui lui adressa de Lisbonne daté du 4 septembre 1504, la relation de son quadruple voyage dans ce que Jean Basin allait nommer America, dans l'opuscule imprimé à Saint-Dié-des-Vosges, le dimanche 25 avril 1507, et dénommé "Cosmographiae Introductio".
Un portrait de lui par Giambattista Tiepolo L'Entrée du gonfalonnier Piero Soderini à Florence en 1502, daté de 1754 est actuellement la propriété de la Confédération suisse. Il est prêté en permanence à l’Ambassade de Suisse à Rome.
  

## Sources
- Silvano Razzi, Vita di Pier Soderini, Padue, 1737.
- (en) « Pier Soderini », dans Encyclopædia Britannica [détail de l’édition], 1911 (lire sur Wikisource).